# حادثة حذاء خوروشوف

خوروشوف يعترض بحذاءه على خطاب لورينزو سومولونغ.

حدثت حادثة حذاء خوروشوف (Shoe-banging incident) أثناء الدورة العادية للجمعية العامة للأمم المتحدة رقم 902 التي عُقدت في نيويورك يوم 12 أكتوبر عام 1960 عندما ضرب خوروشوف طاولة الوفد السوفيتي بحذاءه اعتراضاً على خطاب رئيس الوفد الفلبيني لورينزو سومولونغ.
وكان لورينزو قد انتقد السياسة الخارجية للاتحاد السوفيتي وتصرفاته في شرق أوروبا واصفاً إياها بالاستعمارية.
يعتقد كثيرون أن حادثة حذاء خوروشوف التي ضرب بها طاولة في اجتماع الأمم المتحدة بسبب العدوان الثلاثي على مصر عام 1956، والحقيقة أن هذه الحادثة جاءت في عام 1960 اعتراضاً على خطاب رئيس الوفد الفلبيني لورينزو سومولونغ الذي انتقد فيه ما وصفه سياسات استعمارية سوفيتية. وكان اعتراض الموفد الفلبيني على سياسات السوفييت في أوروبا الشرقية وهو ما اعتبره خورشوف رئيس الاتحاد السوفييتي آنذاك تدخلا مرفوضا، حيث طالب الوفد الفلبيني بمزيد من الحريات والديمقراطية في أوروبا الشرقية.
ومن ناحية أخرى، قال أستاذ العلوم السياسية، وصاحب كتاب "Khrushchev: The Man and His Era" ويليام تاوبمان، في مقال له في صحيفة نيويورك تايمز الأمريكية، نقل فيه عن مصور في مجلة Time، حضر الاجتماع أن خوروشوف لم يضرب الطاولة بحذائه، وأن كاميرات المصورين كانت مصوبة عليه حال فعل ذلك.